# Yeniköy, Eşme
Yeniköy là một xã thuộc huyện Eşme, tỉnh Uşak, Thổ Nhĩ Kỳ. Dân số thời điểm năm 2010 là 152 người.